# Taylor Holmes
Taylor Holmes (Newark, 16 maggio 1878 – Hollywood, 30 settembre 1959) è stato un attore statunitense.

## Biografia
Apparso in oltre 50 film a partire dal 1917, fu sposato con l'attrice Edna Phillips, morta nel 1952 e dalla quale ebbe tre figli: Madeline, Phillips (anch'egli attore, morto a 35 anni in una collisione aerea mentre svolgeva il servizio militare nella Royal Canadian Air Force) e Ralph (attore, morto a 30 anni per suicidio).
Morì a 81 anni, nel 1959, pochi mesi dopo aver concluso il doppiaggio del re Stefano nel film La bella addormentata nel bosco.

## Filmografia parziale

### Cinema
- The Small Town Guy, regia di Lawrence C. Windom (1917)
- Efficiency Edgar's Courtship, regia di Lawrence C. Windom (1917)
- Uneasy Money, regia di Lawrence C. Windom (1918)
- Ruggles of Red Gap, regia di Lawrence C. Windom (1918)
- A Pair of Sixes, regia di Lawrence C. Windom (1918)
- It's a Bear, regia di Lawrence C. Windom (1919)
- The Very Idea, regia di Lawrence C. Windom (1920)
- Nothing But Lies, regia di Lawrence C. Windom (1920)
- Boomerang - L'arma che uccide (Boomerang!), regia di Elia Kazan (1947)
- Il bacio della morte (Kiss of Death), regia di Henry Hathaway (1947)
- La fiera delle illusioni (Nightmare Alley), regia di Edmund Goulding (1947)
- Azzardo (Hazzard), regia di George Marshall (1948)
- I rapinatori (The Plunderers), regia di Joseph Kane (1948)
- Giovanna d'Arco (Joan of Arc), regia di Victor Fleming (1948)
- Quel meraviglioso desiderio (That Wonderful Urge), regia di Robert B. Sinclair (1948)
- Atto di violenza (Act of Violence), regia di Fred Zinnemann (1948)
- Il signor Belvedere va in collegio (Mr. Belvedere Goes to College), regia di Elliott Nugent (1949)
- Gli ultimi giorni di uno scapolo (Once More, My Darling), regia di Robert Montgomery (1949)
- Donna in fuga (Woman in Hiding), regia di Michael Gordon (1950)
- Sabbie mobili (Quicksand), regia di Irving Pichel (1950)
- Le foglie d'oro (Bright Leaf), regia di Michael Curtiz (1950)
- Il padre della sposa (Father of the Bride), regia di Vincente Minnelli (1950)
- Le frontiere dell'odio (Copper Canyon), regia di John Farrow (1950)
- La prima legione (The First Legion), regia di Douglas Sirk (1951)
- Il gatto milionario (Rhubarb), regia di Arthur Lubin (1951)
- A sud rullano i tamburi (Drums in the Deep South), regia di William Cameron Menzies (1951)
- Quattro ragazze all'abbordaggio (Two Tickets to Broadway), regia di James V. Kern (1951)
- L'impero dei gangster (Hoodlum Empire), regia di Joseph Kane (1952)
- La jena di Oakland (Beware, My Lovely), regia di Harry Horner (1952)
- Minnesota (Woman of the North Country), regia di Joseph Kane (1952)
- La valle dei bruti (Ride the Man Down), regia di Joseph Kane (1952)
- Gli uomini preferiscono le bionde (Gentlemen Prefer Blondes), regia di Howard Hawks (1953)
- Il cacciatore di fortuna (The Outcast), regia di William Witney (1954)
- Tobor - Il re dei robot (Tobor the Great), regia di Lee Sholem (1954)
- L'avamposto dell'inferno (Hell's Outpost), regia di Joseph Kane (1954)
- Pista insanguinata (The Fighting Chance), regia di William Witney (1955)
- Il mio amante è un bandito (The Maverick Queen), regia di Joseph Kane (1956)
- La bella addormentata nel bosco (Sleeping Beauty) (1959) - voce

### Televisione
- The Whistler – serie TV, episodio 1x12 (1954)
- The Star and the Story – serie TV, episodio 1x16 (1955)
- The 20th Century-Fox Hour – serie TV, episodio 1x03 (1955)
- Damon Runyon Theater – serie TV, episodio 2x06 (1955)
- Crossroads – serie TV, episodio 1x06 (1955)

## Doppiatori italiani
Nelle versioni in italiano dei suoi film, Taylor Holmes è stato doppiato da:
- Amilcare Pettinelli in Boomerang - L'arma che uccide, Il bacio della morte, Azzardo, Le foglie d'oro, L'impero dei gangster, Gli uomini preferiscono le bionde, Il cacciatore di fortuna, Tobor - Il re dei robot

Da doppiatore è sostituito da:
- Bruno Persa in La bella addormentata nel bosco